# Alfred Mitterhofer
Alfred Mitterhofer (* 5. März 1940 in Linz; † 6. November 1999 in Wien) war ein österreichischer Organist, Cembalist und Komponist.

## Leben
Alfred Mitterhofer studierte an der Universität für Musik und darstellende Kunst Wien Orgel bei Anton Heiller, Cembalo und Komposition. Darüber hinaus betrieb er theologische Studien in Wien, Neuchâtel und Jerusalem.
Seine Konzerttätigkeit als Organist und Cembalist führte ihn durch die meisten Länder Europas, die USA, Kanada, den Vorderen Orient und Israel. In diesem Zusammenhang wirkte er bei internationalen Festspielen und Orgelwochen mit. Als Cembalist trat er solistisch bei Aufführungen unter der Leitung von Claudio Abbado und Nikolaus Harnoncourt auf, darüber hinaus war er als Organist Duo-Partner des Trompeters Maurice André.
Des Weiteren nahm er Schallplatteneinspielungen vor und führte das gesamte Orgelwerk und einen Großteil des Cembalowerkes von Johann Sebastian Bach im Rahmen von Konzertzyklen in Wien auf.
Im Jahr 1974 wurde er zum Professor für Orgel an die Wiener Musikuniversität berufen und bildete so bis zu seinem Tode zahlreiche Organisten aus, u. a. Norbert Zeilberger. Außerdem trat er als Dozent bei Interpretationskursen in Italien, Finnland, Deutschland und Österreich in Erscheinung.

## Auszeichnungen
- 1964: Förderungspreis der Stadt Wien[3]
- 1972: Förderungspreis des Amtes der Oberösterreichischen Landesregierung[4]
- 1983: Preis beim Kompositionswettbewerb der Wiener Staatsoper
- 1990: Kunstwürdigungspreis der Stadt Linz[5]

## Werke
- Bedenke, Freund – Lied für Sopran, Flöte, Violine, Viola und Violoncello nach Texten von Christian Morgenstern (1962)[6]
- Wenn wir in höchsten Nöten sein – Choralmotette für achtstimmigen gemischten Chor a cappella (1963)[6]
- Drei geistliche Lieder nach Texten von Otto Bünker – Solo für Bariton und Orgel (1968)[6]
- Cantate – Für vierstimmigen gemischten Chor, Bariton-Solo, zwei Flöten, Trompete, zwei Posaunen, zwei Violinen, Violoncello und Schlagwerk (1968)[6]
- Trio für Flöte, Englischhorn und Cembalo (1969)[6]
- Quartett für Flöte, Violine, Viola und Violoncello (1969)[6]
- Sie werden Ihn sehen, in welchen sie gestochen haben – Passions-Oratorium nach Texten der Heiligen Schrift für gemischten Chor, Solisten, Orgel-Positiv und Schlagzeug (1970/1972)[6]
- Suite Impressioniste – Trio für Violine, Viola und Violoncello (1971)[6]
- Trio für Flöte, Violoncello und Klavier (1973/1974)[6]
- Duo für zwei Cembali (1974)[6]
- Lauda – Duo für Orgelpositiv und Cembalo (1976)[6]
- Agalliasis – Suite für Orgel und Schlagwerk (1978)[6]
- Le Jeu des Trois Rois de Neuchâtel – Französisches Mysterienspiel für Chor, Orchester und Solostimme(n) (1978–1980)[6]
- Proprium zu Allerseelen – nach Texten der Heiligen Schrift für Bariton, Oboe, Fagott, zwei Posaunen und Schlagwerk (1980)[6]
- Deutsche Messe – für gemischten Chor, Tenor-Solo, Orgel, zwei Trompeten, zwei Posaunen und Schlagwerk (1981)[6]
- Setze mich wie ein Siegel auf dein Herz – Hohelied für Tenor, Bratsche, Tamburin und Triangel (1982)[6]
- Danse – Trio für Bratsche, Tamburin und Triangel (1982)[6]
- Communio für den ersten Adventsonntag – für Tenor, Fagott, Orgel-Positiv und Kontrabass (1982)[6]
- Opernszene aus „Die Passion Hiobs“ – für Solostimme und großes Orchester nach Texten von Henri Debluë (1983)[6]
- Lacrymae – Konzert für Violine und Orchester (1983)[6]
- Zwei Tänze – Quintett für drei Posaunen, Perkussion und Orgel (1985)[6]
- Harlequin – Scherzo für Orchester (1986)[6]
- Octochord – Suite für Violine und Klavier (1987)[6]
- Threni – (Klagelieder des Jeremias), „Multa est fides tua“ für gemischten Chor, Schlagwerk und Orgel (1987)[6]
- LA-DO-RE – Serenade für acht Instrumente (1988)[6]
- Hymnus – für Orgelsolo und Solostimme Sopran (1989)[6]
- Der Regenbogen – Streichquintett für Violine, Viola und Violoncello (1990)[6]
- Resurrexit – Duo für Trompete und Orgel (1990)[6]
- Begegnungen (Hommage à W. A. M.) – für großes Orchester (1991)[6]
- Gustate et videte quam suavis est Dominus – (Chant de la tendresse) Duo für Flöte und Orgel (1992)[6]
- Rosa consolabilis – Sextett für fünf Klarinetten und Klavier (1993/1994)[6]
- Cantique – Duo für Flöte und Orgelpositiv (1994)[6]